# ハンカチのご用意を
『ハンカチのご用意を』（ハンカチのごよういを、原題：Préparez vos mouchoirs）は、1978年のフランスのコメディ映画。第51回アカデミー賞外国語映画賞受賞。
奇才ベルトラン・ブリエが描く、ちょっと風変わりなヒューマンドラマをユーモアを絡めて描く。子供のできない夫婦の間に13歳の天才少年を引き取るはめになった事で起こる騒動や夫婦間の変化などを不思議なタッチで描く一風変わった人間模様。

## キャスト
- ソランジュ - キャロル・ロール
- ラウル - ジェラール・ドパルデュー： ソランジュの夫。
- ステファン - パトリック・ドベール： ラウルがソランジュにあてがった愛人。
- 隣人 - ミシェル・セロー
- クリスチャン・ベロイユ - リトン・リーブマン（フランス語版）： ソランジュらが引き取ることになった天才少年。
- ベロイユ氏 - ジャン・ログリエ（フランス語版）： クリスチャンの実父。
- マダム・ベロイユ - エレオノール・イル（フランス語版）

## スタッフ
- 監督・脚本：ベルトラン・ブリエ
- 製作：ポール・クロードン、ジョルジュ・ダンシジェール、アレクサンドル・ムヌーシュキン
- 撮影：ジャン・パンゼル（フランス語版）
- 音楽：ジョルジュ・ドルリュー